# هارولد آرلن
هارولد آرلن (انگلیسی: Harold Arlen؛ ۱۵ فوریهٔ ۱۹۰۵ – ۲۳ آوریل ۱۹۸۶) آهنگساز، ترانه‌سرا، تهیه‌کننده موسیقی اهل ایالات متحده آمریکا بود.
او در سال ۱۹۳۹ میلادی، برندهٔ جایزه اسکار بهترین ترانه شد.
از فیلم‌ها یا مجموعه‌های تلویزیونی که وی در آن‌ها نقش داشته، می‌توان به جادوگر شهر از و ستاره‌ای متولد شده است اشاره نمود.